# Mouvement de protection des voies ferrées

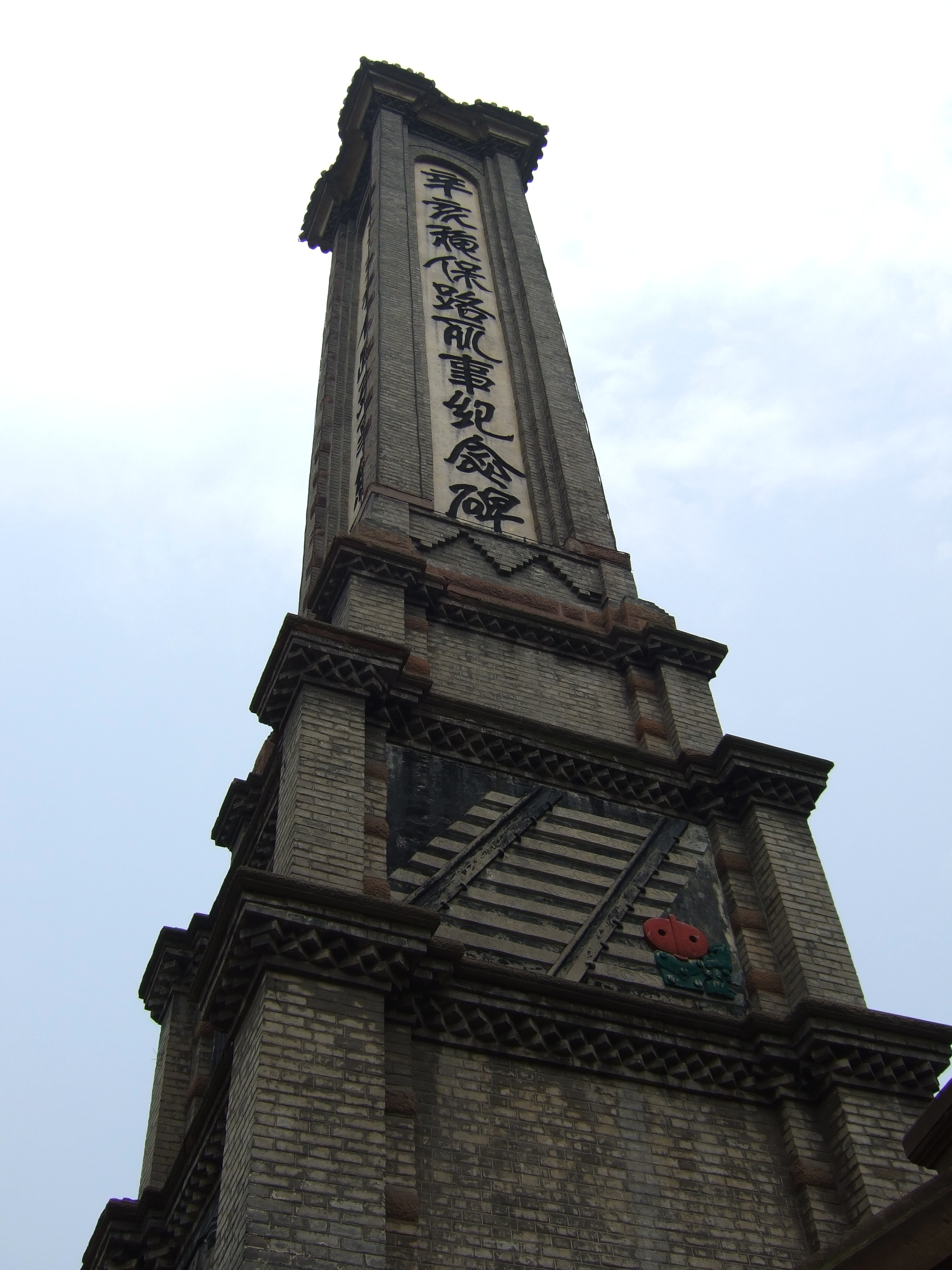
Monument à la mémoire des martyrs tués durant le mouvement (Chengdu).

Le mouvement de protection des voies ferrées (chinois : 保路道动 ; chinois traditionnel : 保路運動 ; pinyin : bǎo lùdào dòng), aussi appelé « mouvement de protection des droits des voies ferrées », est une vague de protestation politique qui eut lieu en Chine en 1911 à la fin de la dynastie Qing contre l'annonce du gouvernement impérial de nationaliser les projets de développement ferroviaire et de transférer le contrôle aux banques étrangères. Le mouvement, centré dans la province du Sichuan, exprime le mécontentement de masse sous la fin des Qing, formant des groupes anti-Qing (en) et contribuant au déclenchement de la révolution chinoise de 1911. La mobilisation des troupes impériales dans la province voisine du Hubei pour réprimer le mouvement créa l'opportunité aux révolutionnaires de Wuhan de lancer le soulèvement de Wuchang, ce qui déclenchera la révolution finale contre les Qing et mènera à la fondation de la République de Chine.

## Contexte
Des années 1890 à 1905, presque toutes les voies ferrées de Chines sont planifiées, financées, construites et gérées par des puissances étrangères avec des concessions du gouvernement Qing. Pour aider les économies locales à développer et conserver les bénéfices gagnés par les voies ferrées, les Qing autorisent les provinces à organiser leurs propres projets de construction ferroviaire.
En 1905, la province du Sichuan fonde la compagnie de la voie Sichuan-Hankou. Afin d'obtenir des fonds pour construire les 1 238 km de ligne entre Chengdu et Wuhan, la compagnie vend des parts au public et le gouvernement provincial impose une taxe spéciale de 3 % sur les récoltes versées par les propriétaires terriens, qui reçoivent en échange des certificats de parts. D'une manière ou d'une autre, la majeure partie des classes noble ou marchande devient propriétaire de parts dans le projet de ligne. En 1911, la compagnie lève 11 983 305 taels d'argent dont 9 288 428 ou 77,5 % viennent des nouvelles taxes, 2 458 147 de l'investissement public et 236 730 du gouvernement. La compagnie est cependant minée par la corruption et la mauvaise gestion des administrateurs nommés par le gouvernement, et les efforts de construction font peu de progrès. En 1907, la direction de la compagnie est remplacée par un conseil d'administration de nobles, marchands, et officiels retraités. En 1909, Zhan Tianyou, un diplômé de l'université Yale et constructeur de la voie ferrée Beijing-Zhangjiakou (en), est embauché comme ingénieur en chef. Mais le conseil reste divisé par des querelles sur le tracé de la voie et seuls quelques kilomètres sont construits en 1911.
En même temps, le gouvernement des Qing, impatient de voir progresser les projets ferroviaires régionaux, se tourne vers des prêteurs étrangers. Les autorités sont à l'époque sous pression financière en devant rembourser les lourdes dettes imposées par le protocole de paix Boxer de 1901. En nationalisant les projets ferroviaires locaux et en vendant ensuite les droits à des étrangers, le gouvernement peut espérer réunir assez de fonds pour payer ses dettes à la Grande-Bretagne, à l'Allemagne, à la France, et aux États-Unis,,. Début mai 1911, les prêteurs du « Consortium des quatre puissances » incluant la Hongkong & Shanghai Banking Corporation (HSBC)) britannique, la banque germano-asiatique allemande, la Banque de l'Indochine française, et la J.P. Morgan & Co., la Kuhn, Loeb & Co et la First National City Bank of New York (Citibank) américaines, acceptent la demande du gouvernement Qing de financer la construction des voies ferrées dans le centre de la Chine. Le 9 mai, Sheng Xuanhuai, ministre des Postes et des Communications, ordonne la nationalisation de tous les projets ferroviaires locaux et, le 20 mai, il signe un accord de prêt avec le « Consortium des quatre puissances », promettant les droits de gestion des voies Sichuan-Hankou et Hankou-Guandong en échange d'un prêt de 10 millions £ qui doit être remboursé par les droits de douane et les taxes sur le sel,. La voie Guangdong-Hankou est un projet régional des provinces du Hubei, du Hunan, et du Guangdong,.

## Mouvement de protestation

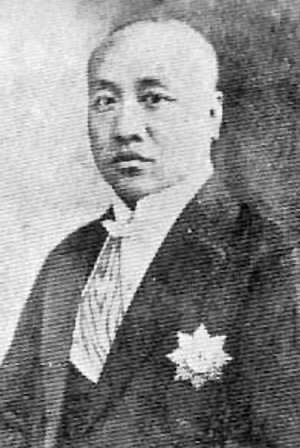
Pu Dianjun, l'un des organisateurs de la ligue de protection de la voie ferrée du Sichuan, deviendra le chef du gouvernement révolutionnaire du Sichuan durant la révolution chinoise de 1911.

L'annonce de la nationalisation provoque de fortes oppositions dans le Sud de la Chine, en particulier au Sichuan où vit la plus grande partie du public propriétaire de parts dans le projet ferroviaire. Les investisseurs sont mécontents d'être seulement partiellement compensés par des bons du gouvernement plutôt que par de l'argent.
Le montant offert au Sichuan est inférieur à celui des autres provinces. Pu Dianjun et d'autres membres influents de l'assemblée provinciale du Sichuan fondent la ligue de protection de la voie ferrée du Sichuan le 17 juin, et font des discours publics contre la nationalisation qui est largement considérée comme une confiscation économique et une mise sous tutelle des étrangers.

### Effusion de sang à Chengdu
Les 11 et 13 août, plus de 10 000 personnes protestent à Chengdu et les étudiants et les marchands organisent une série de grèves et de boycotts. Le 1er septembre, la compagnie de la voie Sichuan-Hankou adopte une résolution des actionnaires appelant le public du Sichuan à ne plus payer les taxes sur le grain du gouvernement Qing. Le 7 septembre, le gouverneur-général du Sichuan, Zhao Erfeng fait arrêter Pu Dianjun et les autres meneurs et fermer la compagnie. Des protestants enragés marchent alors vers son bureau de Chengdu en demandant la libération de Pu. Zhao Erfeng ordonne à ses troupes d'ouvrir le feu et des douzaines de manifestants sont tués. 32 morts sont comptés à Chengdu.
L'effusion de sang enflamme alors les protestataires. Les groupes clandestins anti-Qing, comme le Tongmenghui ou le Gelaohui (en), lancent des attaques armées sur des troupes Qing à Chengdu. Le 15 septembre, Wang Tianjie, chef du Gelaohui du comté de Rong, fonde l'« armée des camarades » et mène 800 partisans vers Chengdu, dans le but de renverser Zhao Erfeng. Avec la montée des tensions au Sichuan, le gouvernement des Qing démet Zhao Erfeng de ses fonctions et offre une compensation complète aux investisseurs. Mais les groupes armées continuent cependant de grossir et comptent très vite plus de 100 000 partisans qui renversent les autorités gouvernementales du Sichuan.

### Nouvelle Armée et mutinerie
La cour des Qing ordonne également au gouverneur-général du Hubei et du Hunan, Duanfang, de partir renforcer les troupes du Sichuan avec celles du Hubei. La mobilisation de la Nouvelle Armée force les groupes révolutionnaires du Hubei à précipiter leur soulèvement. La diversion des troupes de la Nouvelle Armée affaiblit les défenses à Wuhan et participe au rapprochement entre des unités militaires et des révolutionnaires. Le 10 octobre 1911, des révolutionnaires d'unités de la Nouvelle Armée restées à Wuhan lance le soulèvement de Wuchang.

## Suites
Après le déclenchement de la révolution chinoise de 1911, des soulèvements et des combats entre loyalistes et révolutionnaires du Sichuan continuent jusqu'en novembre. Duanfang est tué par Liu Yifeng après une mutinerie de la Nouvelle Armée. Le 14 novembre, Zhao Erfeng libère Pu Dianjun de prison et négocie un accord pour remettre le pouvoir au nouveau « gouvernement militaire Han du Sichuan ». Le 27 novembre, Zhao Erfeng et Pu Dianjun proclament l'indépendance du Sichuan. Zhao Erfeng est par la suite accusé d'avoir fomenté un coup qui réussit brièvement à reprendre Chengdu en décembre et il est exécuté par les révolutionnaires le 28 décembre,.
La voie Sichuan–Hankou reste inachevée pendant des décennies en raison de l'instabilité politique, du chaos de guerre, du manque de financement, et des difficultés du terrain. La voie Chengdu–Chongqing (en) est construite en 1952 et la voie Xiangyang–Chongqing (en) est achevée en 1979, connectant enfin Chengdu à Wuhan, mais le trajet ne prend pas un chemin direct et passe par la province du Shaanxi. Une voie ferrée de l'ancien projet de la ligne Sichuan-Hankou est reconvertie et intégrée dans la ligne à grande vitesse Shanghai–Wuhan–Chengdu (en). La dernière section de cette ligne ouvre le 1er juillet 2012.